# Атлетіку (Біссора)
Атлетіку Клубе ді Біссора або просто Атлетіку (порт. Atlético Clube de Bissora) — професіональний футбольний клуб із Гвінеї-Бісау, який базується в місті Бісора, столиці провінції Ою.

## Історія
Він був заснований в 1948 році в місті Бісора як перша закордонна філія португальського клубу Атлетіку. В сезоні 2011 року став першим клубом, не з міста Бісау, який виграв Національний чемпіонат Гвінеї-Бісау та отримав перший національний титул після невдачі в сезоні 2005 року (у фіналі Національного кубку Гвінеї-Бісау він поступився Спортінгу (Бісау)). Став першим клубом під головуванням жінки Марії да Консейсау Евори, яка була обрана на посаду президента кубу.
У 2013 році клуб вилетів з вищого дивізіону після закінчення на 9-му місці серед 10 учасників.

## Досягнення
- Національний чемпіонат Гвінеї-Бісау: 1 перемога
  -  Чемпіон (1): 2011
  -  Срібний призер (1): 2005

- Другий дивізіон Національного чемпіонату Гвінеї-Бісау: 1 перемога
  -  Чемпіон (1): 2010

- Кубок Гвінеї-Бісау з футболу: 0 перемог
  -  Фіналіст (1): 2005

- Суперкубок Гвінеї-Бісау з футболу: 0 перемог
  -  Фіналіст (2): 2005, 2011